# Reducto de Peñafroufe
El Reducto de Penafroufe ( también llamado Forte do Teso) es una antigua fortaleza militar abaluartada hoy arruinada en la parroquia de San Miguel de Bangueses (lg. de Bangueses de Abaixo) Ayuntamiento de Verea, en la provincia de Orense, comunidad autónoma de Galicia, en España. 
Fue construida en el Siglo XVII durante la Guerra de Restauración Portuguesa reinando Felipe IV, para defender la frontera Sur del Reino de Galicia de las tropas Portuguesas que podrían atacar desde Castro Laboreiro por la Raia Seca hacia Celanova.
Se sitúa sobre un promontorio a unos 820m sobre el nivel del mar, casi al Límite de las cuencas del Limia con el  Deba-Miño, en una zona en la que se divisa las cotas más altas ( 1.100 - 1.270 m) próximas a la frontera con Portugal como
A Penagache 1.221 m (ES)
Penafroufe 1.245 (ES)
Mota Grande 1.270 m (ES-PT)
Penedo da Canteira 1.167 m (ES)    

## Construcción
Se le encarga al Capitán de Ingenieros Juan Villarroel y Prado la construcción de este Fuerte en el distrito de Corbelle  en el sur de la provincia de Orense. El encargo es de Diego IV de Benavides y de la Cueva Conde de Santiesteban, y Gobernador de Galicia entre 1647 - 1652; del 8 de agosto de 1649, según las notas de Aparici, por lo que podemos concluir que sería de una fecha posterior 

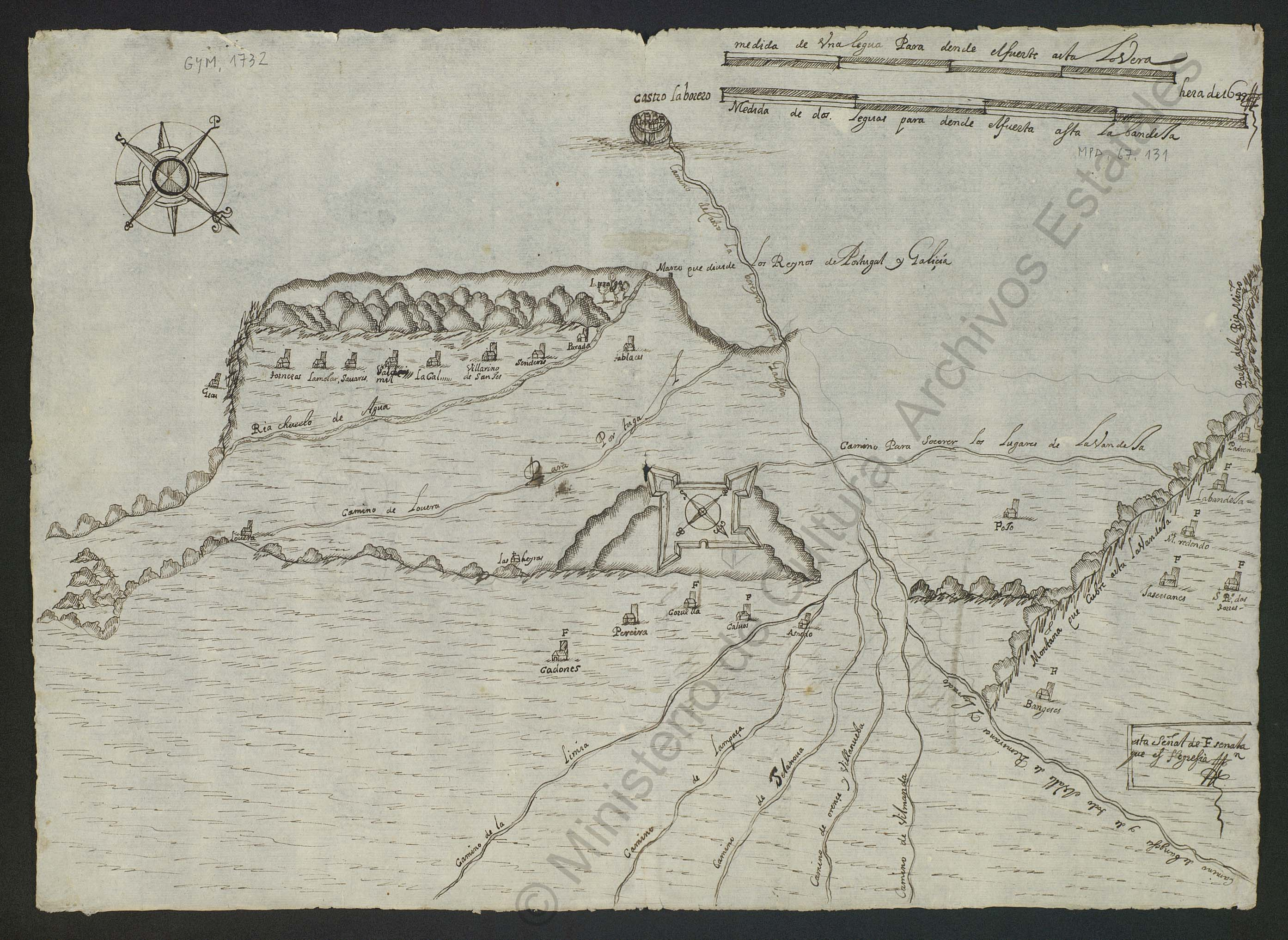
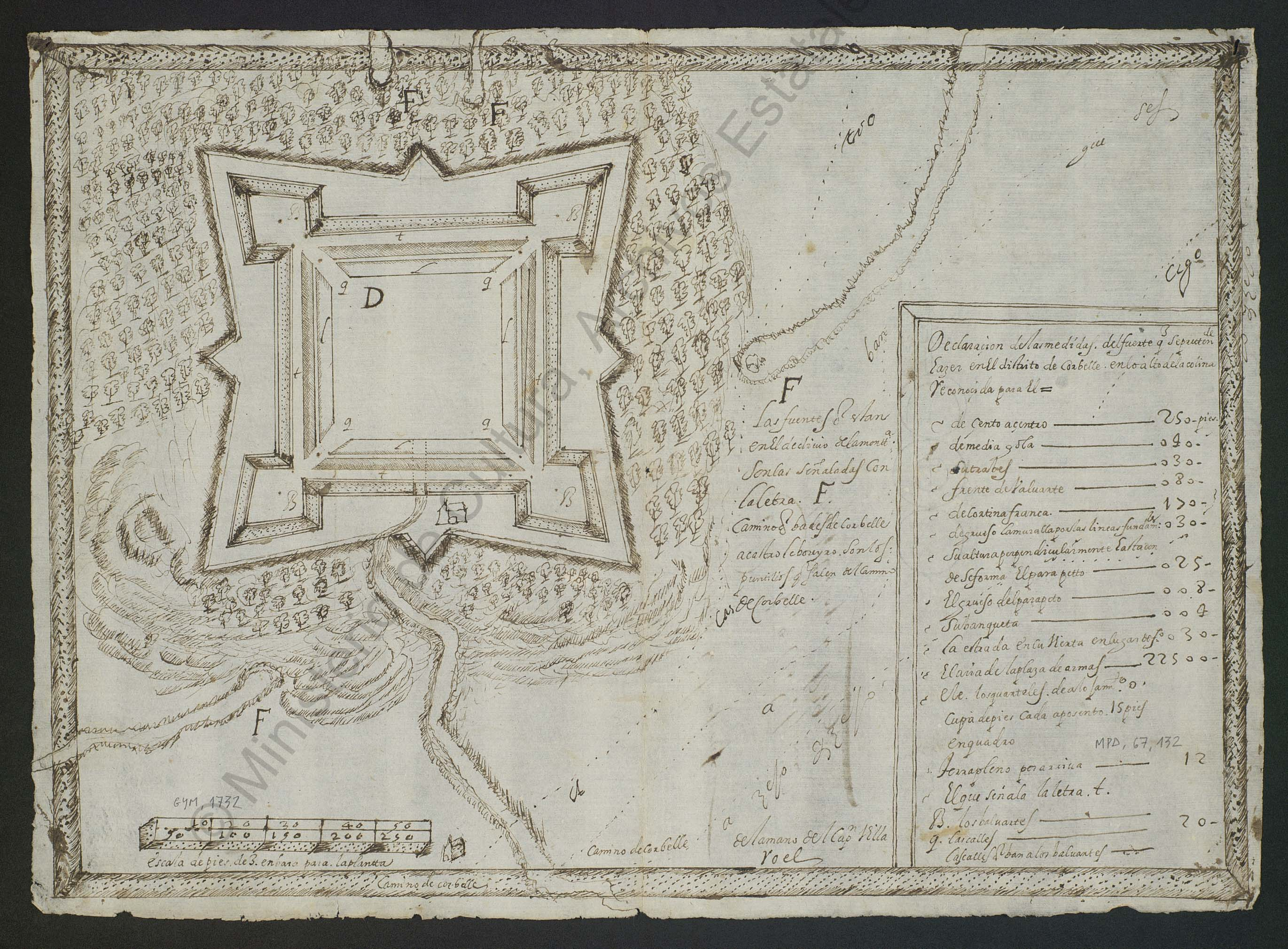

En el mismo expresa la siguiente tabla numérica de medidas, que parecen mucho más grandes que los que se pueden medir en las ortofotos: 
| Declaración de las medidas del fuerte que se pretende hazer en el distrito de Corbelle en lo alto de la colina reconocida para el |                                 |               |            | |  |
| | Pies castellanos (0,278635 p/m) | equivale en m | En esquema | |  |
| De centro a centro | 250                             | 69,7          | K-F        | |  |
| de media gola | 40                              | 11,1          | C-F        | La gola es el paso para entrar al baluarte |  |
| Su trabe | 30                              | 8,4           | B-C        | |  |
| Frente de baluarte | 80                              | 22,3          | A-B        | Baluarte, es vna obra en los angulos de vna figura que salen fuera de las cortinas, y tienen cinco angulos, los dos exteriores, y los tres interiores, enforma de puntá de diamante.                                                      |  |
| De Cortina franca | 170                             | 47,4          | H-C        | Lienzo de muralla que está entre dos baluartes |  |
| |                                 |               |            | |  |
| de grueso la muralla por las líneas fundamentales                                                                                 | 30                              | 8,4           |            | |  |
| Su altura a perpendicularmente hasta donde se forma el parapeto                                                                   | 25                              | 7             |            | Parapeto, es la tierra levantada, encima de la superficie alta dela muralla de altura de seis pies, detrás de la qual los soldados pueden estar cubiertos del enemigo                                                                     |  |
| Su banqueta | 8                               | 2,2           | B-V        | Poyo que se levanta en la muralla, estrada encubierta, ù otra fortificación al pié del parapéto, para que el soldádo subiendo en él, pueda disparar descubriendo mas la campaña, y baxarse despues para cargar el arma estando à cubierto |  |
| Terrapleno por arriba | 12                              | 3,3           | A-B        | |  |
| La entrada en su menta en lugar de foso                                                                                           | 4                               | 1,1           |            | |  |
| El aria de la plaza de armas | 22.500 pies en cuadro (150x150) | 1.750 m2      |            | |  |
| El de los quarteles de alojamiento ocupa de pies casa aposento                                                                    | 15 pies en cuadro               | 17,5 m2       |            | |  |
| El que señala la letra . T. |                                 |               |            | |  |
| B. los baluartes |                                 |               |            | |  |
| q cascalles | 20                              |               |            | |  |
| Cascalles q ban a los baluartes                                                                                                   |                                 |               |            | |  |
| F Las Fuentes están en el declinio de la mota Son las señaladas con la letra F                                                    |                                 |               |            | |  |
| Caminos de Bande a Corbelle |                                 |               |            | |  |
| |                                 |               |            | |  |
| El Cap Villa Roel |                                 |               |            | |  |

Si tomamos medidas desde las 4 puntas de los baluartes (A-Y)2 que se distinguen en la fotografía aérea nos da una superficie de unos 2.200 m2; que comparándolo con los estimados 1.750 m2 de la plaza de armas, viene a indicar que se redujeron sus medidas respecto a lo proyectado. La medida de centro a centro que indica (A-F) de 250 pies, (69,7 m), la encontramos en la ortofoto casi en la medida diagonales del fuerte A-S o Y-N        
Este tipo de tablas se empezaron a utilizar en los tratados de arte Militar desde Samuel Marolois, Frintach y Santans y Tapia en el segundo cuarto del siglo XVII
El plano de Juan de Villarroel indica una situación distinta de la actual; muestra un fuerte más próximo a Corbelle en un triángulo que podríamos situar entre Corbelle- Taboazas-Cruz de Eiras, mucho más al sur que la ubicación del fuerte en Bangueses.
Juan de Villarroel es citado por Juan de Santans y Tapia en su "Tratado de fortificacion militar, destos tiempos breve e inteligible, puesto en vso en estos estados de Flandes" de 1644 Vol 1 
"...y pues no lo pueden ignorar baste esto, y así por lo dicho, y por ser pocos los de mi profesión Españoles, que residen en Flandes, que no ay sino el Capitán Ingeniero luan de Villa Roel, (que a pocos días se partía a España, con que vengo a quedar solo, que me pidió tomase la mano en volver por nuestra reputación, con esta ocasión me puse a escribir este breve tratado de Fortificación militar, con que me parece me he disculpado lo mejor que he podido, echándole la capa de la geometría, y el que tuviere que censurar Euclides me defenderá, y no seré tan solo, que no, espere tener de mi parte a los soldados, que les es preciso el entender ciencia tan fusa, holgara me de serIes de algún servicio que lo tendré por premio de mis trabajos, todo para mayor honra , y gloria de Dios."
Por lo que podemos entender que trabajaron juntos y recibieron una formación militar similar; por otra parte anterior a la difusión de los primeros tratados sobre trabajos de Vauban (nacido en 1633).    

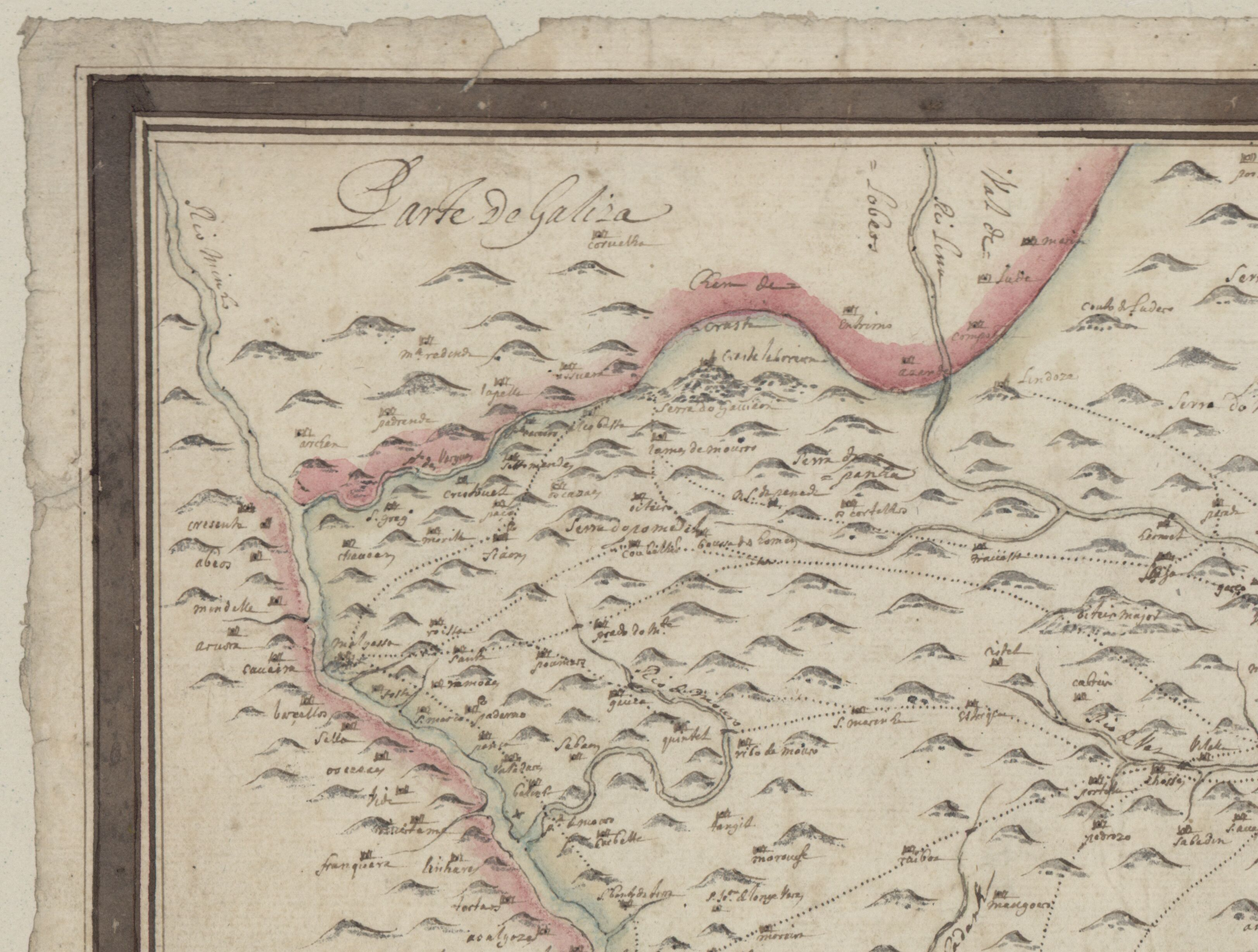
Detalle Raia Seca entre Corbelle y Castro Laboreiro 1661

Algunas publicaciones indican que podría no haberse construido, no haberse finalizado, y otras que pudo tener algún recubrimiento pétreo que habría desaparecido tras entrar en desuso. Pero si atendemos a lo indicado por su coetáneo Juan de Santans, bien se podría haber inclinado Villarroel por 2 de las 3 formas preferidas por este para resistir los impactos de la artillería, deformándose y absorbiendo los impactos sin romperse; además de por la rapidez en la construcción, las prisas en defender el enclave y a un bajo coste.   
La tierra (según todos los autores, y la experiencia lo a dado) es la mejor para fortificaciones, aun que ay pareceres y disputas sobre si de tierra sola o con fajina y tierra, es mas fuerte y dedefensa: unos dicen, que es de mas defensa y otros que de tierra sola, estos se fundan en que es un cuerpo solo y que bien pisada, dándole por la parte interior de escarpe como su altura, y por la exterior que es lo escarpado que cae al foso , la mitad de fu altura, durara mucho tiempo, y la artillería del enemigo, no hará en ella tanta batería. "Tratado de fortificacion militar, destos tiempos breve e inteligible, puesto en vso en estos estados de Flandes" pag 84-85, 87-89 Vol 3 
El Reducto según definición en el tratado "Escuela de Palas ò sea curso mathematico" de 1693 se define de la siguiente forma (pag. 164)

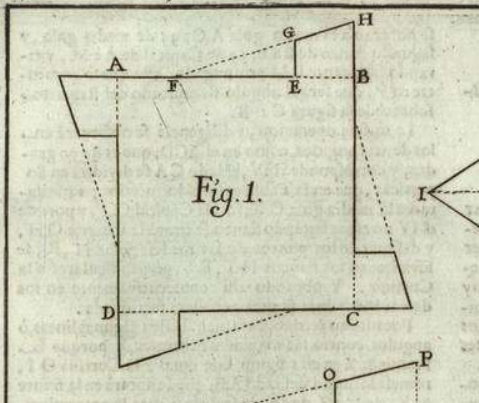
Figura 1 Reducto

De los Fuertes de Campaña y Reductos. De diferentes figuras, y diversas medidas suelen ser los Fuertes que se levantan en Campaña, unos sirven para guardar alguna venida de Rio, Puente o pasaje, estos se hacen permanecientes de muy buen tepe, y tierra, foso y estacas, para asegurarlos de sorpresas; y se les da mas de 600 pies de defensa. Otros se hazen en las lineas de cirnvalación, o contravalación, o algún paso, y solo sirven mientras dura el sitio, y se construyen de sola tierra y faxina, dandoles a lo mas 400 pies de defensa. Así mismo se hacen Reductos Cuadrados, que tienen más de 100 pies de lado. La Construcción de todos estos generos de Fuertes es la siguiente.
Aunque el triángulo...
El segundo género de Fuerte son en cuadrado, (Fig 1) que dexandolos con sus cuatro las AB, BC, CD, DA, se llaman de ordinario Reductos, y es el fuerte, que más de ordinario se levanta en Campaña, pues si es para guardar algún paso, en la línea de circunvalación, y en los Ataques, es la fortificación más pronta, y la que mejor entiende (para trabajar) el Soldado
Es esta una definición que encaja con las características de Peñafroufe, (no así la figura 1 mucho más simple) y su función de cortar el paso desde Castro Laboreiro hacia Galicia por la Raia Seca. 
Se puede ver un reducto auxiliar muy parecido a este unas páginas más adelante en la Página 171 del Libro II de este tratado y otros anteriores a su construcción.

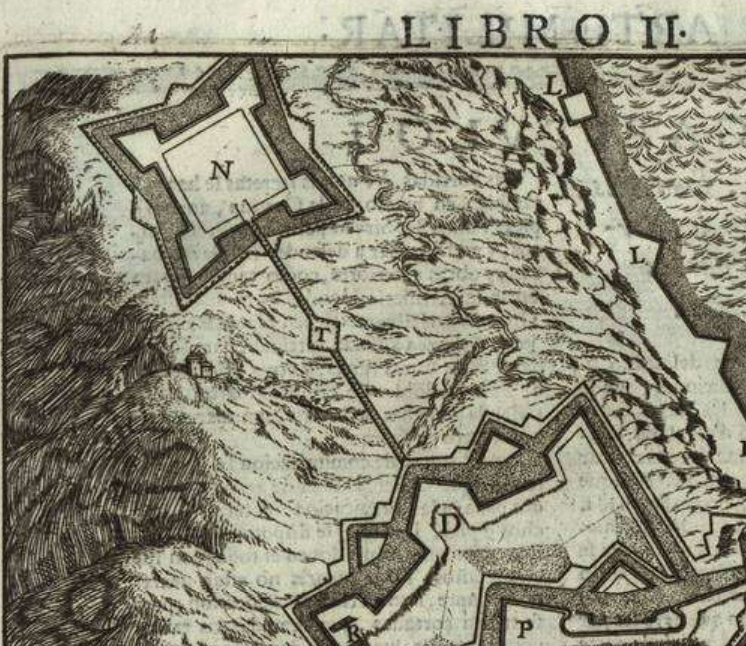
Detalle Reducto Escuela de Pallas 1693
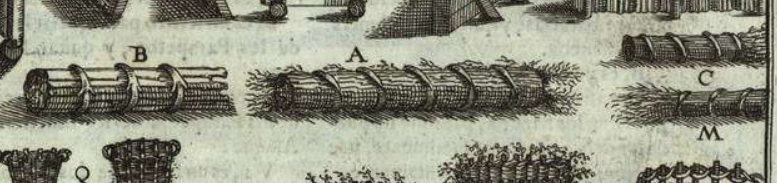
Detalle Faxinas Escuela de Palas 1693
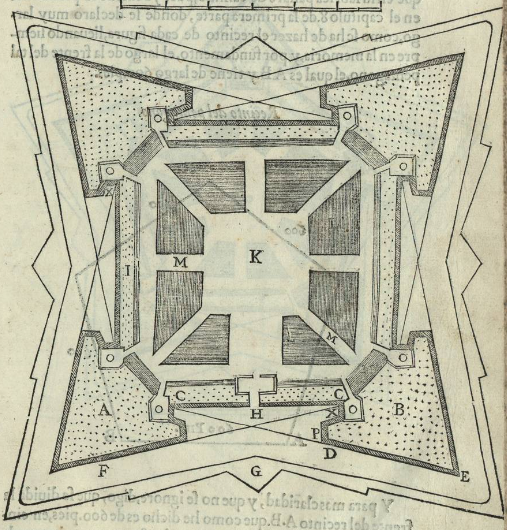
Cristóbal de Rojas 1598

## Estado actual

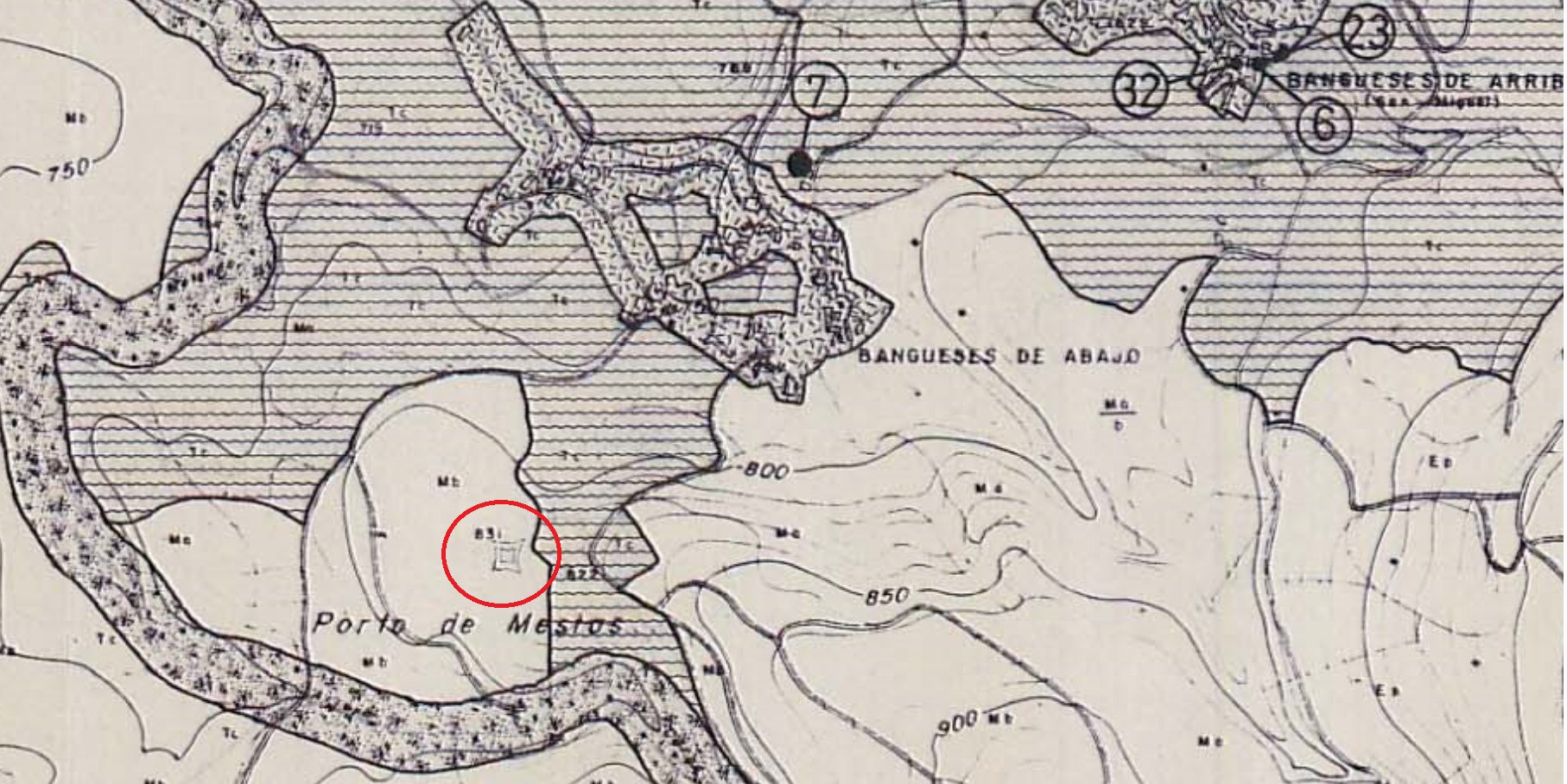

Actualmente solo quedan los restos perceptibles en la orografía del terreno, estando todo el foso, baluartes y plaza de armas cubiertos de matorral. 

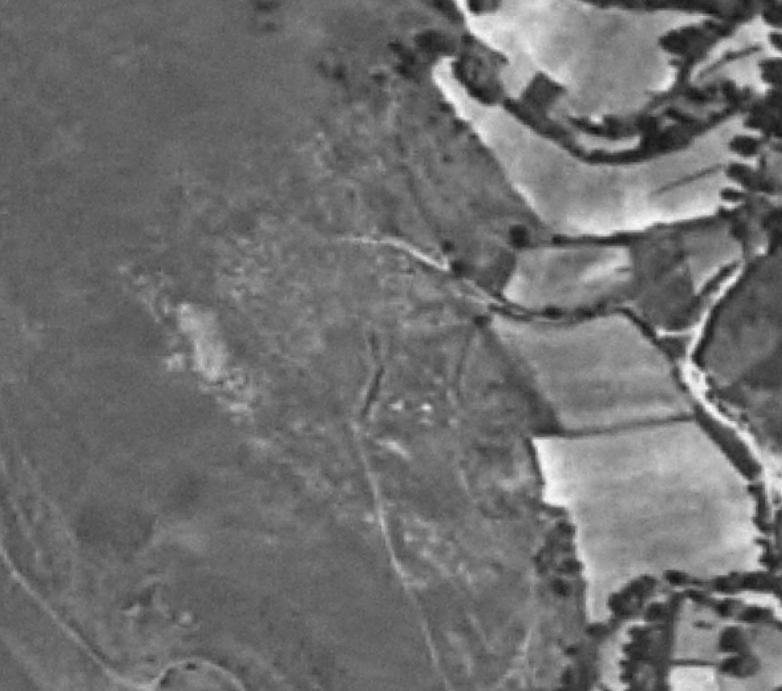
1956
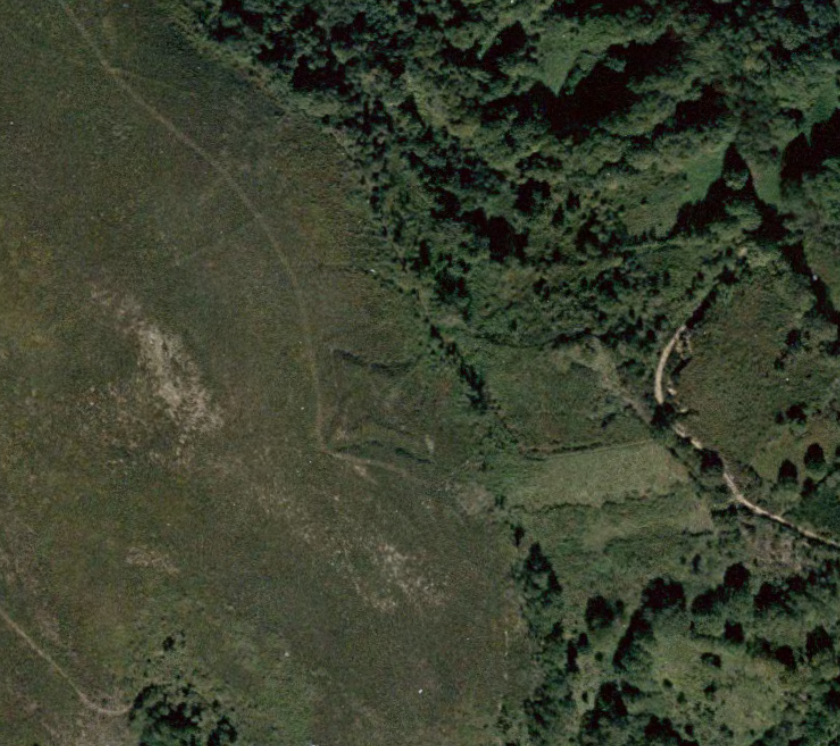
2004
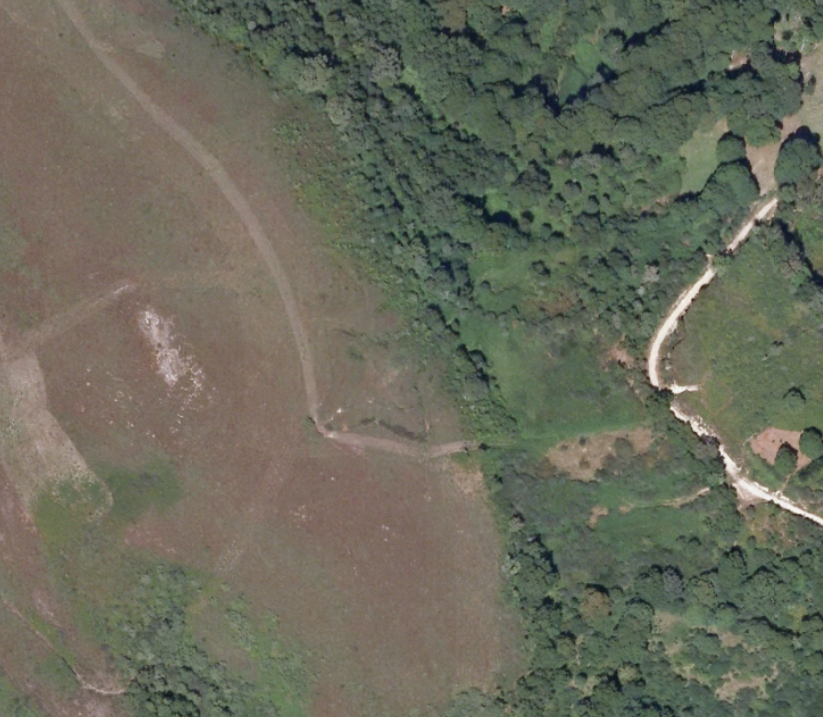
2008
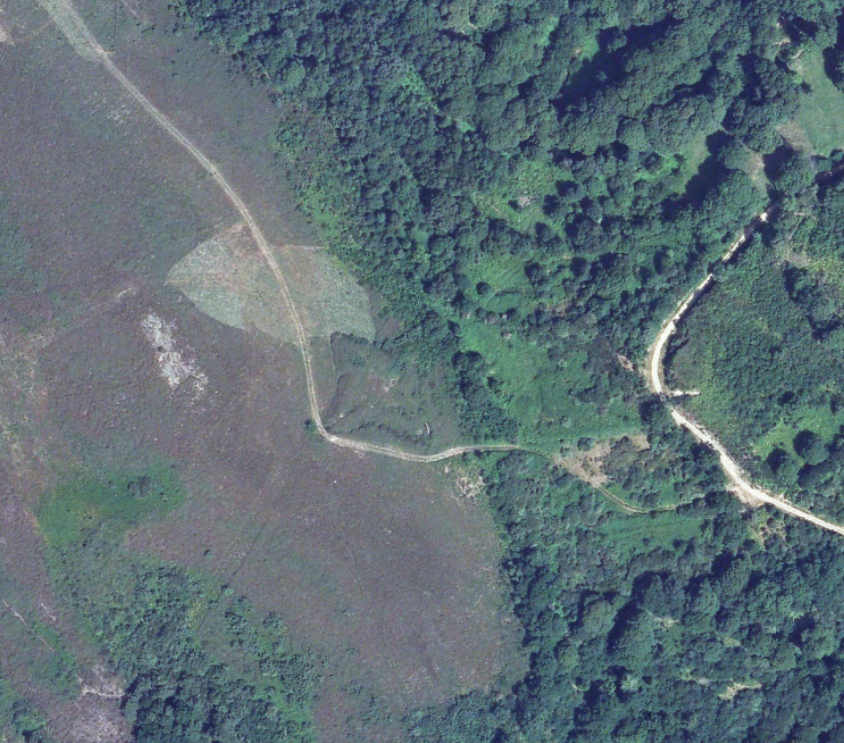
2010
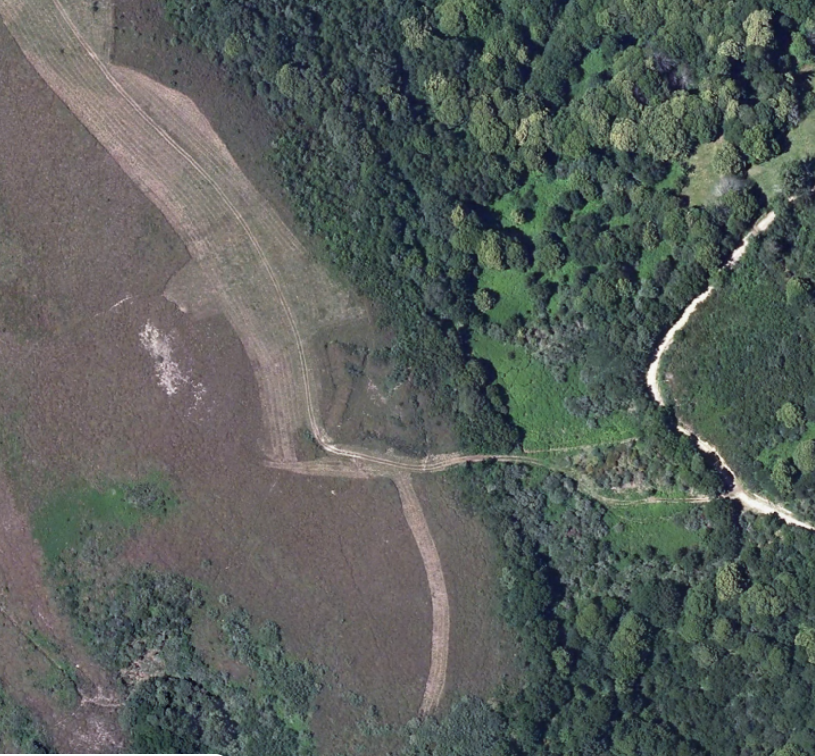
2014
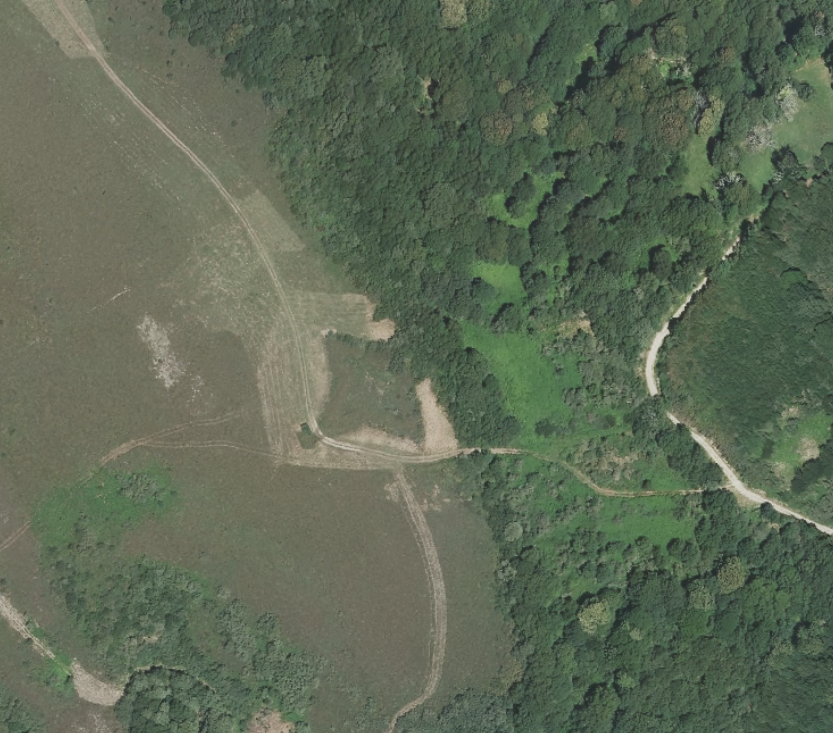
2017
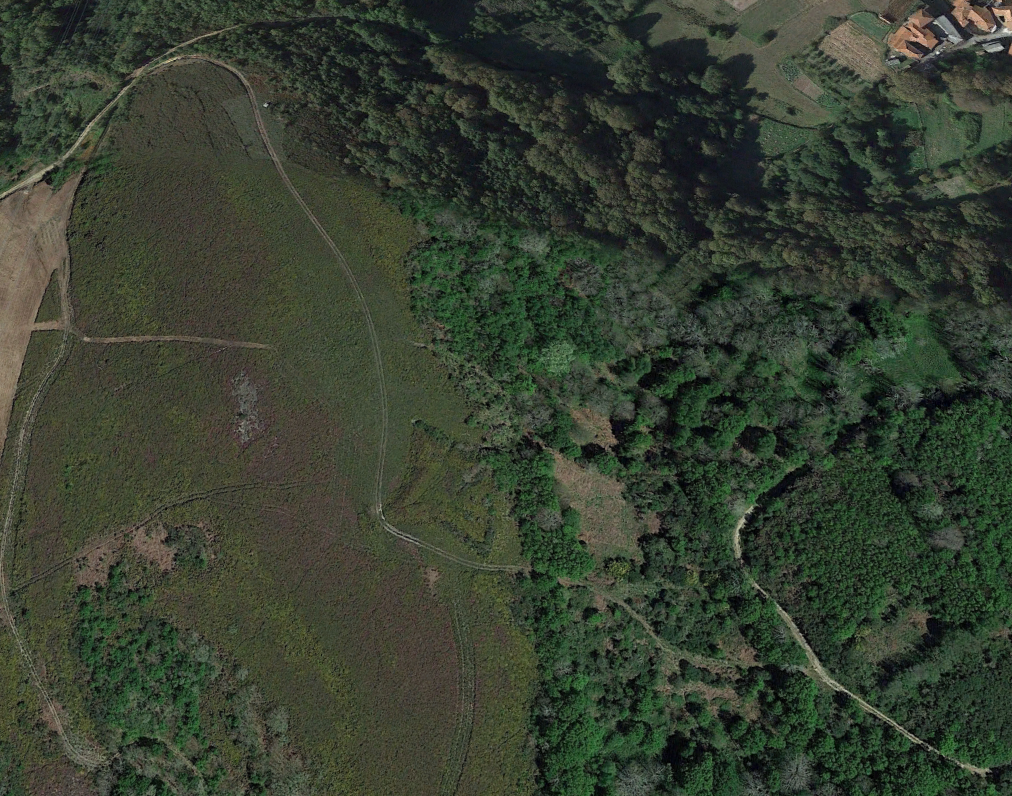
2019

La altura del matorral no permiten en este momento apreciar la profundidad del foso lo que hace que desde el perímetro presente menor elevación que la que realmente debe tener.

El antiguo acceso desde el Este, y los baluartes presentan una mayor vegetación. En una zona puede observarse lo que parece parte del baluarte con los restos de tierra removidos para levantarlos

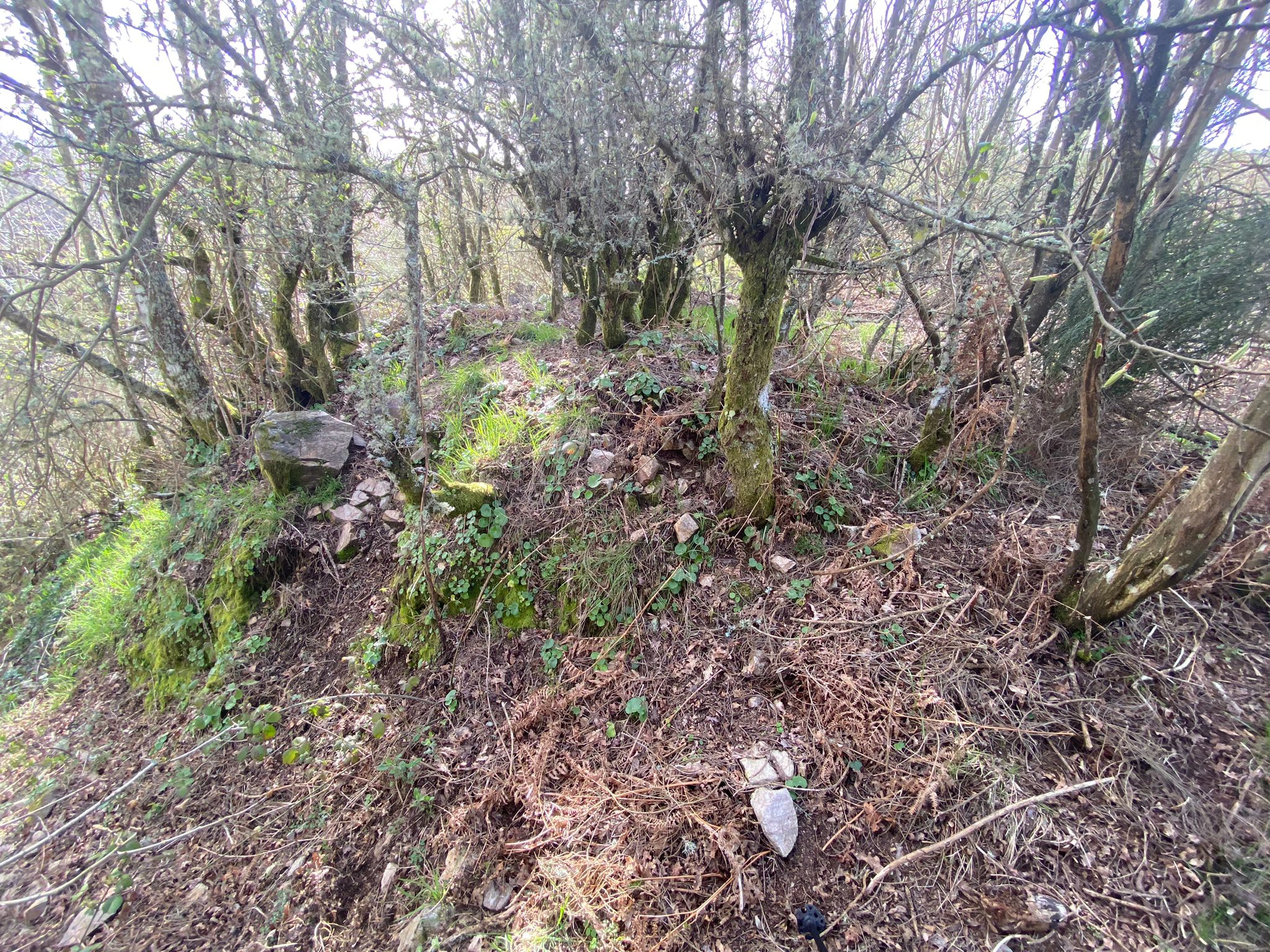
Restos de baluarte en su entrada Este
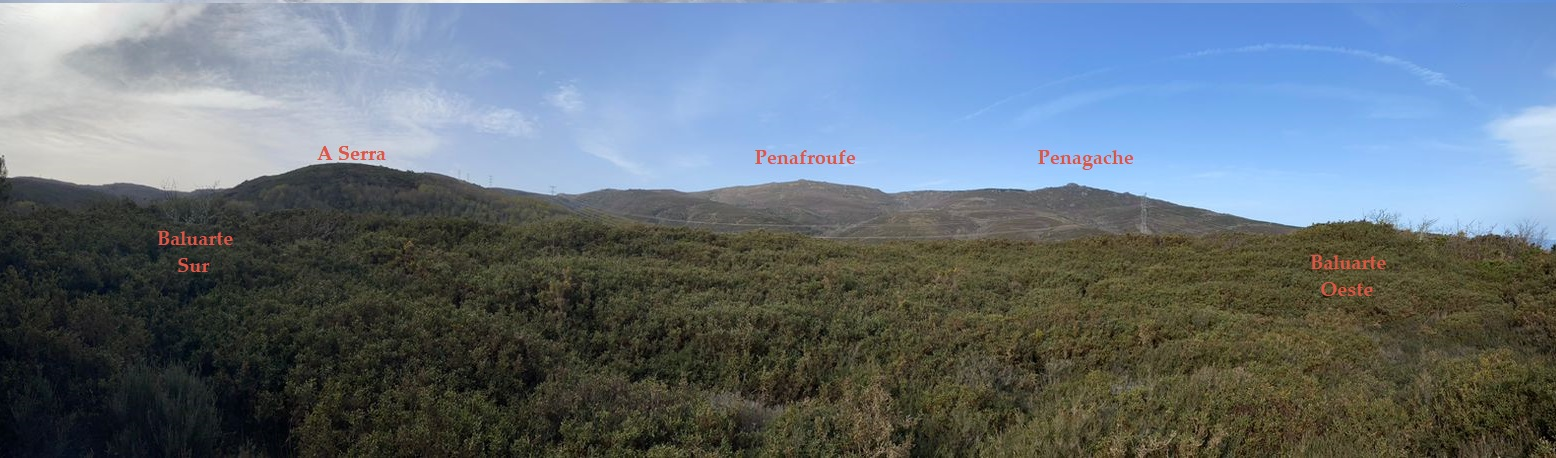
Campo visual desde la plaza de armas mirando al S-O en dirección a Portugal
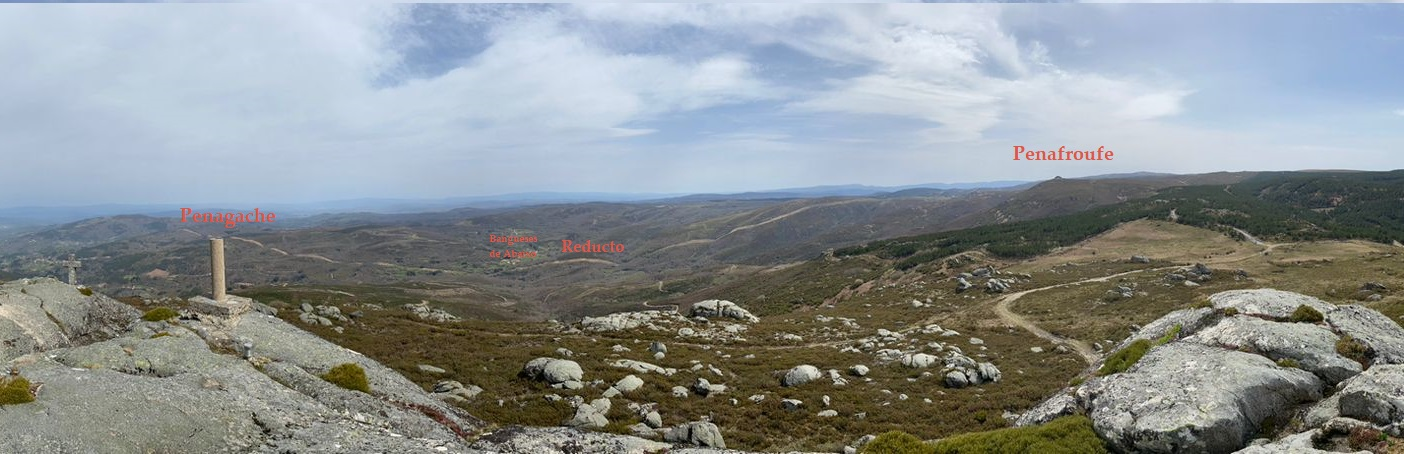
Posición del reducto respecto de los altos circundantes

No está catalogado como BIC en el registro de la Xunta de Galicia, pero si en el  Registro de Bienes de Interés Cultural de Galicia. La gestión de este registro le corresponde a la Dirección General del Patrimonio Cultural.  "Provisionalmente, mientras se establece el desarrollo reglamentario del Catálogo del Patrimonio Cultural de Galicia y las condiciones de acceso a la información contenida en él, y según lo que dispone el artículo 30 de la Ley 572016, del Patrimonio Cultural de Galicia, que indica que los bienes inmuebles que se recojan individualmente singularizados en los instrumentos de planeamento urbanístico y ordenación del territorio forman parte de dicho Catálogo del Patrimonio Cultural de Galicia, toda la información relativa a los bienes catalogados puede consultarse en los Catálogos del planeamiento vigente que es ofrecido en la página web de planeamiento de la Consellería de Medio Ambiente y Ordenación del Territorio."

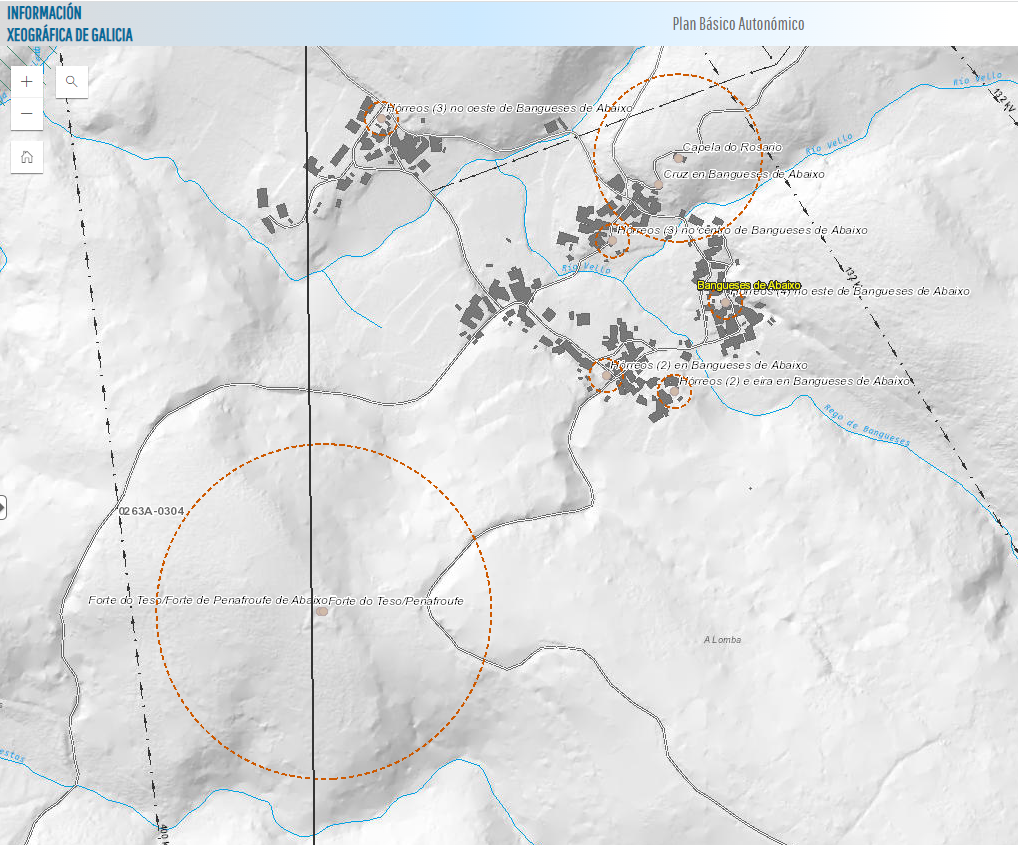
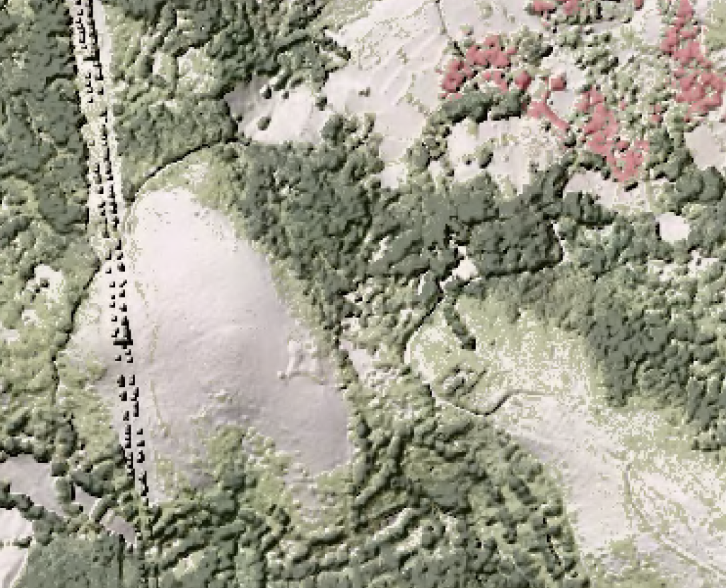

El Plan de Ordenación de Septiembre de 1966 si lo identifica en los planos, pero no en el punto "7.4.- Catálogo de edificacións e construccións de patrimonio histórico-artístico e etnográfico", si define en caso de ser actualizado una protección de 100m respecto a "Castelos"
5. - Areas de protección.
Mentres non se redacten os correspondentes planos parciais dentro das áreas de protección que a seguir se sinalan, será preciso informe previo da comisión de patrimonio, que terá carácter vinculante para a realización de calquera das
actividades enumeradas no artigo 242 da Lei do solo.
As áreas de protección para os elementos puntuáis, dentro das que é necesario o informe citado, estarán constituidas por unha franxa cunha distancia medida desde o elemento ou vestixio máis exterior do ben que se protexe de:
a) 50 m, cando se trate de elementos etnográficos (hórreos, pombais, cruceiros, petos, fornos, feiras, muíños, etc.).
b) 100 m, cando se trate de elementos arquitectónicos (mosteiros, igrexas, cápelas, santuarios, cemiterios, pazos,castelos, pontes, fontes, etc.)

## Referencias

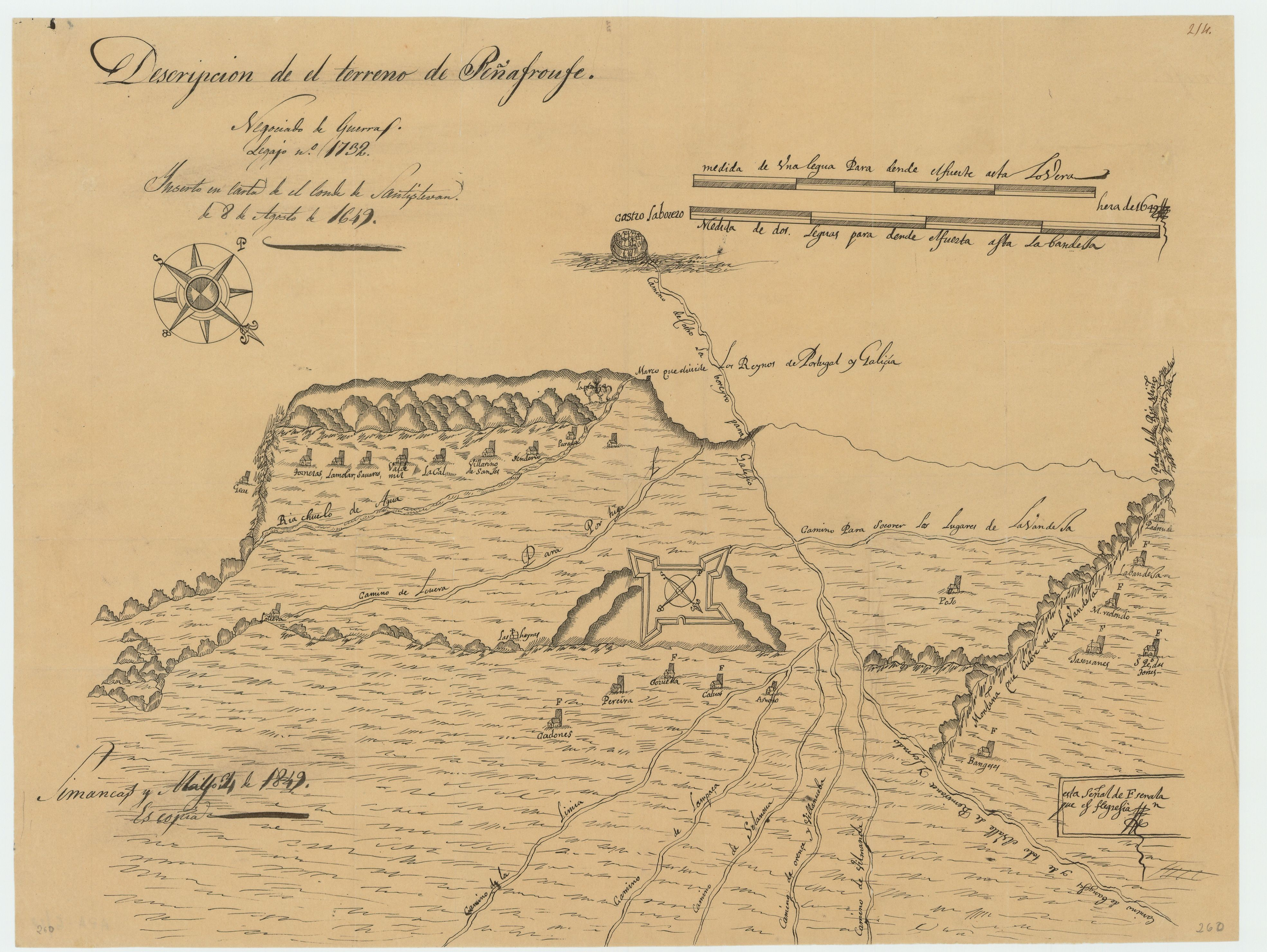
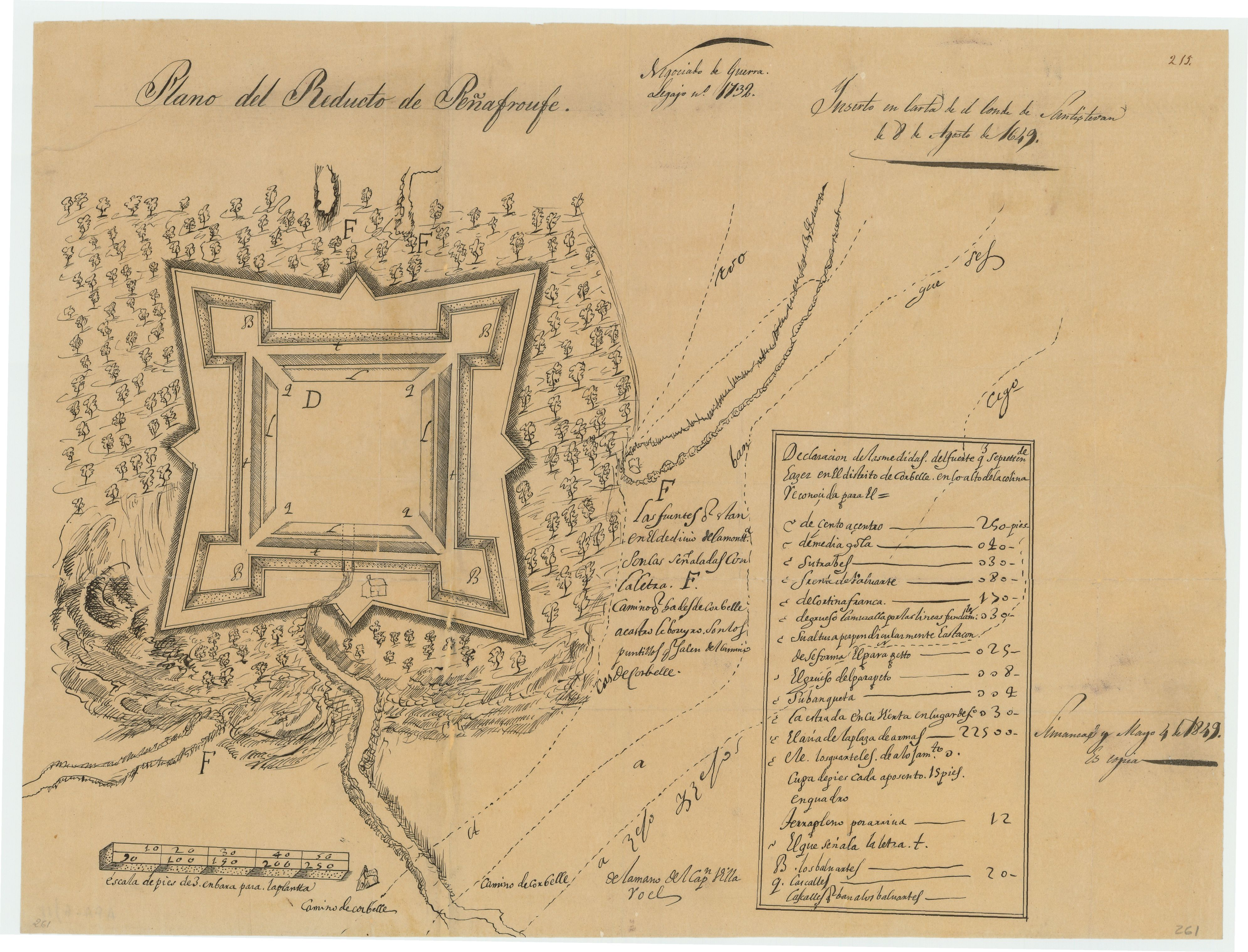